# 호서은행
호서은행은 1913년 예산에서 설립된 민간 은행이다. 1930년 한일은행에 흡수합병되었다.

## 역사
1913년 7월 예산의 유진상(兪鎭相)·성낙헌(成樂憲) 등이 설립하였다.
1930년 11월 조선총독부에 의해 강제로 한일은행과 합병되었다.

## 같이 보기
- 예산 호서은행 본점